# Папуанци
Папуанци, назив је за скупину староседелаца острва Нова Гвинеја (Папуа), као и суседних острва, који говоре папуанским језицима. Они су одвојени етнички и лингвистички од Аустронежана Меланезије (Меланежана у ужем смислу), говорника аустронезијских језика, који су се населили на делове обале Нове Гвинеје пре око 3.500 година. Већином су хришћани, док је мањи број њих сачувао и традиционална веровања. Њихово порекло није потпуно објашњено, али по својој физиономији спадају у аустралоидни расни тип.

## Порекло
Верује се да су Папуанци потомци племена досељених пре око 50.000 година са Малајског полуострва. У аустралоидни расни тип, поред Папуанаца, спадају још и староседеоци Аустралије, који воде порекло из југоисточне Азије.

## Бројност
Укупно их има око 4 милиона, од тога 2.693.000 у Индонезији, 6.000 у САД и 1.500 у Канади, те непознат али велики број Папуанаца живи у Папуа Новој Гвинеји, где чине већину становништва.

## Име
Према једној теорији, термин „Папуа“ потиче од малајске речи „папуа” или „пуа-пуа”, која у преводу на српски језик значи „коврџави“. Први шпански и португалски истраживачи, који су до острва Нова Гвинеја допловили из правца Молучких острва, за острво су користили назив Папуа.